# Santiváñez
Santiváñez es una localidad y municipio de Bolivia, ubicado en la provincia de Capinota del departamento de Cochabamba. El municipio tiene una superficie de 298,53 km² y cuenta con una población de 6.527 habitantes (según el Censo INE 2012). La localidad se encuentra a 44 km en carretera de Villa Capinota y a 23 km de la ciudad de Cochabamba, la capital departamental. Se encuentra dividida en 3 distritos que incluyen 40 comunidades, de las cuales las urbanas son juntas vecinales. Su población es mayoritariamente de origen quechua.

## Historia
El territorio de Santiváñez era conocido antes como el Valle de Qharaza, cuyo territorio estaba dividido en grandes propiedades, siendo la más importante la del convento de la Orden de los Agustinos.
Durante el siglo XIX, Caraza formó parte de la provincia Arque, y en 1905 la Ley del 28 de octubre otorgó el nombre de Santiváñez, en honor a José María Santiváñez, quien fuera médico, abogado, político, diplomático, escritor y miembro destacado de una notable familia cochabambina del siglo pasado. Durante la presidencia de Ismael Montes, mediante la Ley del 1 de octubre de 1908 se creó la provincia Capinota, de la cual Santiváñez pasó a formar parte como sección municipal.

## Geografía
El municipio de Santiváñez tiene una superficie de 298,53 km², lo que representa el 19,97% de la superficie total de la provincia. Se ubica en la parte norte de la provincia de Capinota en el valle bajo del departamento de Cochabamba. Limita al norte con la provincia de Cercado, al este con la provincia de Esteban Arze, al sur con el municipio de Villa Capinota, y al oeste con la provincia de Quillacollo.
Se encuentra conformado por paisajes de serranías, lomas y planicies con pendientes variables entre quebradas y zonas relativamente planas. Presenta rangos altitudinales que van entre 2.400 a 3.500 m s. n. m.
Su clima es templado semiárido con una temperatura promedio de 18 °C y una precipitación pluvial anual promedio de 443 mm.

## Demografía
De acuerdo con el censo boliviano de 2024, la población del municipio de Santiváñez es de 7 868 habitantes.
La población del municipio aumentó en una cuarta parte entre 1992 y 2024:
| Año  | Habitantes (municipio) | Fuente |
| ---- | ---------------------- | ------ |
| 1992 | 6332                   | Censo  |
| 2001 | 6402                   | Censo  |
| 2012 | 6527                   | Censo  |
| 2024 | 7868                   | Censo  |

## Economía
La principal actividad económica de Santiváñez es la agricultura con cultivos de maíz, cebolla, cebada, trigo y papa y en pequeña escala, alfalfa y durazno. En lo pecuario se destaca la crianza de ganado (lechería) cría de ovinos, caprinos, y porcinos. Otra fuente de ingresos es la artesanía y los tejidos.
Debido a su cercanía con la ciudad principal del departamento, Santiváñez cuenta con un varias industrias, algunas instaladas en su parque industrial. Hasta 2018 tenía 32 empresas operando sobre un área de 180 hectáreas, como ser fábricas de ropa y una planta de ensamblaje de vehículos y producción de piezas y partes de automotores.
Entre sus atractivos turísticos se encuentran las aguas termales de Cayacayani, la quebrada de Huirquini, la cascada del Dique, la Casona de Convento, huellas de Dinosaurios, las Chullpas de Poquera, restos cerámicos y fósiles petrificados.

## Transporte
Santiváñez se encuentra a 26 kilómetros por carretera de Cochabamba, la capital del departamento.
Desde Cochabamba, la Avenida Panamericana conduce hacia el sur pasando el Aeropuerto Internacional Jorge Wilstermann. Se llega a Santiváñez luego de 26 km, desde donde se puede continuar hacia Villa Capinota.